# Новомиргородський район
Якщо Ви потрапили сюди за запитом «Новомиргородщина», можливо, Ви мали на увазі Новомиргородщина (газета)
Новоми́ргородський райо́н — колишня адміністративно-територіальна одиниця у складі Кіровоградської області України. Площа — 1 032 км². Населення — 27 839 осіб. Районний центр — місто Новомиргород.

## Географія

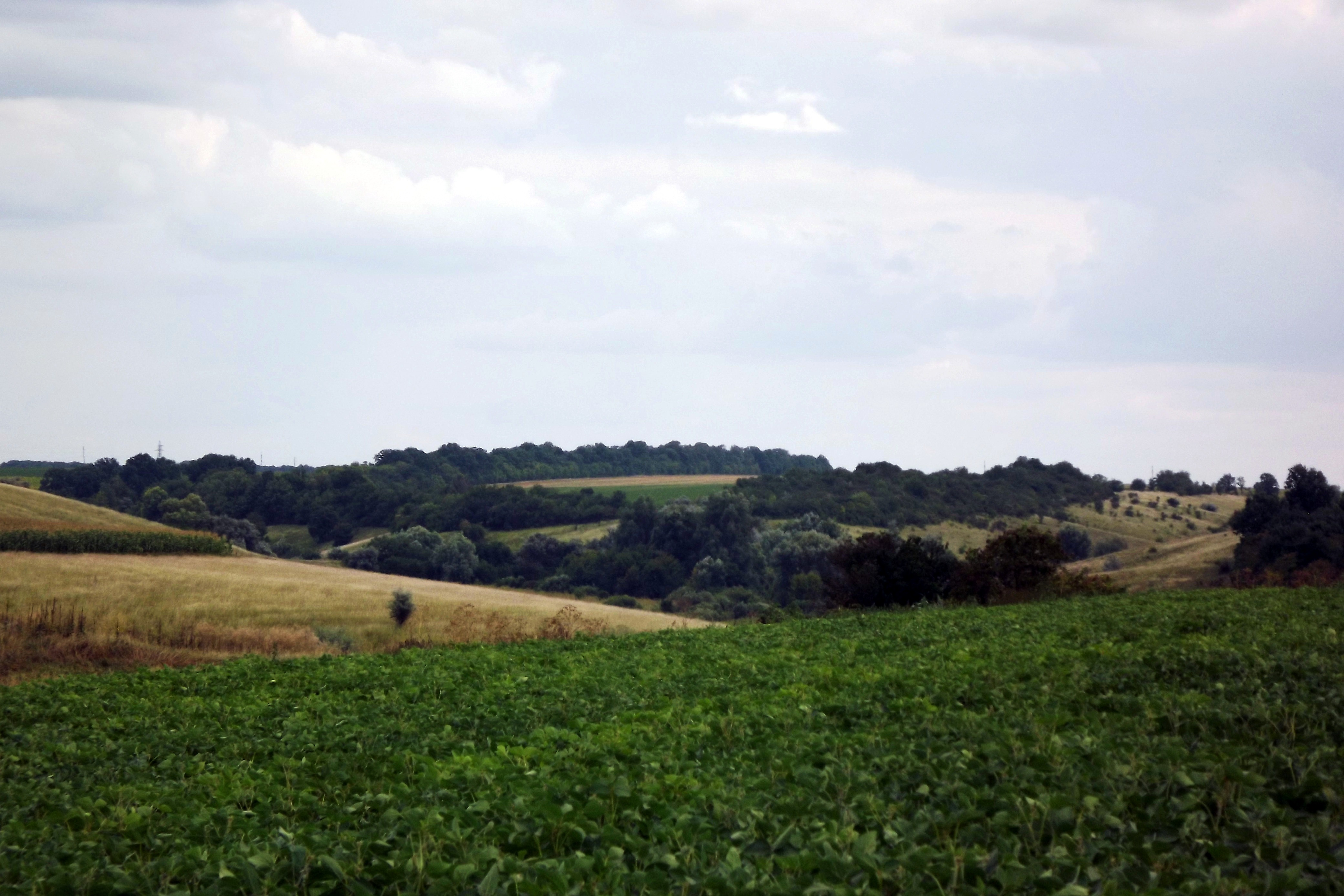
Пам'ятка природи «Матвіїв Яр» біля Новомиргорода

Новомиргородський район знаходиться на півночі Кіровоградської області. Межує з Новоархангельським, Маловисківським, Кропивницьким та Олександрівським районами Кіровоградської області, а також з Катеринопільським, Шполянським, Смілянським та Кам'янським районами Черкаської області.
Характерною особливістю заселення району є розміщення населених пунктів вздовж річки Велика Вись та її приток. При цьому можна визначити чотири основних напрямки сільських поселень:
- Західний (Андріївка, Троянове, Лікареве, Коробчине, Рубаний Міст, Петроострів та інші)
- Північно-західний (Листопадове, Турія)
- Північний (Розлива, Йосипівка, Тишківка, Капітанівка)
- Південно-східний (Костянтинівка, Кам'янка, Мартоноша, Каніж, Панчеве)

### Природно-заповідний фонд

#### Ботанічні заказники
Балка Троянівська, Гусиний острів, Острів.

#### Гідрологічний заказник
Велика Вись (загальнодержавного значення).

#### Ландшафтні заказники
Витоки ріки Інгул, Карпенків край, Панські Гори.

#### Лісові заказники
Балка Бонче, Коробчино, Ліс Охотовича, Луки, Новомиргородське-1, Новомиргородське-2, Окіп.

#### Ботанічна пам'ятка природи
Дивосил-зілля.

#### Гідрологічна пам'ятка природи
Вила.

#### Заповідні урочища
Василівське, Матвіїв яр.

## Історія
Історично правобережжя Висі входило до Речі Посполитої (згодом — Київської губернії), а лівобережжя — до Дикого Поля, Нової Сербії, а згодом — Херсонської губернії Російської імперії. Це позначилось на розвитку району, тому він і досі тяжіє до Черкащини.
В 1923 році Новомиргород став районним центром Єлисаветградського округу; тут почали розвиватись провідні галузі місцевої промисловості.
Новомиргородський район в сучасному розумінні було утворено 1939 року. В 1959 році з Новомиргородом об'єднано місто Златопіль.
05.02.1965 Указом Президії Верховної Ради Української РСР передано Володимирівську сільраду Новомиргородського району до складу Кіровоградського району.
Новомиргородщина є батьківщиною видатного українського письменника та драматурга Івана Карпенка-Карого.
Колишні населені пункти на території Новомиргородського району:
| Населений пункт                 | Тип   | Розташування                           | Що сталося                       | Дата |
| ------------------------------- | ----- | -------------------------------------- | -------------------------------- | ---- |
| Арсенівка                       | село  | поблизу Миролюбівки                    | невідомо                         |      |
| Берегівка                       | село  | на схід від Моргунівки                 | зникло                           |      |
| Безлісся                        | село  | між Ганнівкою та Пурпурівкою           | зникло                           |      |
| Виноградівка                    | село  | на північ від центру Новомиргорода     | приєднане до Новомиргорода       | 1959 |
| Дукова                          | село  | південна околиця Пурпурівки            | увійшло до складу Пурпурівки     |      |
| Єлизаветівка                    | село  | північно-східна околиця Оситної        | увійшло до складу Оситної        |      |
| Журавка                         | село  | на захід від Мар'ївки                  | зникло                           | 2013 |
| Златопіль                       | місто | північна околиця Новомиргорода         | приєднане до Новомиргорода       | 1959 |
| Імені Котовського (Котовського) | село  | на південь від Котівки                 | невідомо                         |      |
| Караказелівка (Караказелля)     | село  | північно-східна околиця Миролюбівки    | увійшло до складу Миролюбівки    |      |
| Катеринівка (Шмидове)           | село  | південно-західна околиця Новомиргорода | приєднане до Новомиргорода       | 1959 |
| Клименка                        | село  | між Канежем та Веселівкою              | зникло                           |      |
| Максимівка                      | село  | між Веселівкою та Арсенівкою           | невідомо                         |      |
| Новоселівка                     | село  | східна околиця Кам'янки                | увійшло до складу Кам'янки       |      |
| Новоярославка                   | село  | в районі села Миколаївка               | невідомо                         |      |
| Петрівка                        | село  | між Мар'янополем та Мар'ївкою          | зникло                           |      |
| Петровського (Петрівка)         | село  | на південний схід від Защити           | зникло                           |      |
| Покровка                        | село  | північна околиця Пурпурівки            | увійшло до складу Пурпурівки     |      |
| П'ята Іванівка (П'ятоіванівка)  | село  | південна околиця Канежа                | увійшло до складу Канежа         |      |
| Романівка                       | село  | в районі Сухолітівки                   | невідомо                         |      |
| Семидуб'я                       | село  | на північний схід від Котівки          | невідомо                         |      |
| Сергіївка                       | село  | між Миролюбівкою та Моргунівкою        | зникло                           |      |
| Софіївка                        | село  | південна околиця Новомиргорода         | приєднане до Новомиргорода       |      |
| Софіївка                        | село  | між Бирзуловим та залізницею           | зникло                           |      |
| Тимофіївка                      | село  | на схід від Защити                     | зникло                           |      |
| Федорівка                       | село  | на схід від Веселівки                  | невідомо                         |      |
| Червоний Жовтень                | село  | між Мартоношею та Кам'януваткою        | зникло                           |      |
| Чорна Балка                     | село  | на південь від Петроострова            | невідомо                         |      |
| Ямки                            | село  | на південь від Василівки               | зникло                           |      |
| Янин Міст                       | село  | на південь від Лев-Балки               | зникло                           |      |
| Янопіль                         | село  | східна околиця Рубаного Мосту          | увійшло до складу Рубаного Мосту |      |

## Адміністративний устрій
Район адміністративно-територіально поділяється на 1 міську раду, 1 селищну та 20 сільських рад, які об'єднують 50 населених пунктів. Адміністративний центр — місто Новомиргород.

## Транспорт
Територією району проходить ділянка Одеської залізниці, на якій знаходяться залізничні станції Новомиргород та Капітанівка.

## Населення
Розподіл населення за віком та статтю (2001)
| Стать | Всього | До 15 років | 15-24 | 25-44 | 45-64 | 65-85 | Понад 85 |
| --- | ------ | ----------- | ----- | ----- | ----- | ----- | -------- |
| Чоловіки | 16 445 | 3344        | 2218  | 4674  | 4298  | 1806  | 105      |
| Жінки | 19 387 | 3186        | 2154  | 4705  | 5138  | 3819  | 385      |
| \| Статево-вікова піраміда \| Статево-вікова піраміда \| Статево-вікова піраміда \| \| ----------------------- \| ----------------------- \| ----------------------- \| \| Чоловіки \| Вік \| Жінки \| \| 105 \| 85 + \| 385 \| \| 149 \| 80-84 \| 521 \| \| 430 \| 75-79 \| 1162 \| \| 587 \| 70-74 \| 1211 \| \| 640 \| 65-69 \| 925 \| \| 1297 \| 60-64 \| 1680 \| \| 810 \| 55-59 \| 1022 \| \| 1131 \| 50-54 \| 1246 \| \| 1060 \| 45-49 \| 1190 \| \| 1132 \| 40-44 \| 1246 \| \| 1156 \| 35-39 \| 1159 \| \| 1203 \| 30-34 \| 1084 \| \| 1183 \| 25-29 \| 1216 \| \| 996 \| 20-24 \| 1025 \| \| 1222 \| 15-20 \| 1129 \| \| 1443 \| 10-14 \| 1351 \| \| 1119 \| 5-9 \| 1072 \| \| 782 \| 0-4 \| 763 \| |        |             |       |       |       |       |          |
| Статево-вікова піраміда |        |             |       |       |       |       |          |
| Чоловіки | Вік    | Жінки       |       |       |       |       |          |
| 105 | 85 +   | 385         |       |       |       |       |          |
| 149 | 80-84  | 521         |       |       |       |       |          |
| 430 | 75-79  | 1162        |       |       |       |       |          |
| 587 | 70-74  | 1211        |       |       |       |       |          |
| 640 | 65-69  | 925         |       |       |       |       |          |
| 1297 | 60-64  | 1680        |       |       |       |       |          |
| 810 | 55-59  | 1022        |       |       |       |       |          |
| 1131 | 50-54  | 1246        |       |       |       |       |          |
| 1060 | 45-49  | 1190        |       |       |       |       |          |
| 1132 | 40-44  | 1246        |       |       |       |       |          |
| 1156 | 35-39  | 1159        |       |       |       |       |          |
| 1203 | 30-34  | 1084        |       |       |       |       |          |
| 1183 | 25-29  | 1216        |       |       |       |       |          |
| 996 | 20-24  | 1025        |       |       |       |       |          |
| 1222 | 15-20  | 1129        |       |       |       |       |          |
| 1443 | 10-14  | 1351        |       |       |       |       |          |
| 1119 | 5-9    | 1072        |       |       |       |       |          |
| 782 | 0-4    | 763         |       |       |       |       |          |

За переписом 2001 року в районі мешкали:
- українці (95,15%);
- росіяни (2,48%);
- молдавани (1,92%);
- інші (0,17%).

У селі Мартоноша один з найвищих відсотків молдаван серед населення — 29,99 % (станом на 2001 рік).

## Політика
25 травня 2014 року відбулися Президентські вибори України. У межах Новомиргородського району було створено 39 виборчих дільниць. Явка на виборах складала — 59,47 % (проголосували 13 745 із 23 111 виборців). Найбільшу кількість голосів отримав Петро Порошенко — 47,92 % (6 587 виборців); Юлія Тимошенко — 19,59 % (2 693 виборців), Олег Ляшко — 14,46 % (1 987 виборців), Анатолій Гриценко — 6,13 % (843 виборців), Сергій Тігіпко — 3,12 % (429 виборців). Решта кандидатів набрали меншу кількість голосів. Кількість недійсних або зіпсованих бюлетенів — 0,92 %.

## Персоналії
В селах Новомиргородського району народились:
- Іван Карпенко-Карий — видатний драматург
- Завгородній Іларіон Захарович — військовий діяч часів УНР, отаман Холодноярщини
- Кочерга Павло Євтихійович — Герой Радянського Союзу, лейтенант
- Калашник Яків Петрович — український живописець
- Поповкін Євген Юхимович — письменник, лауреат Сталінської премії
- Кузьмінський Анатолій Іванович — доктор педагогічних наук, заслужений працівник народної освіти України
- Сарана Федір Кузьмович — бібліограф та літературознавець
- Гончаренко Семен Устимович — доктор педагогічних наук
- Владимирова Валентина Харлампіївна — актриса театру та кіно
- Гладкий Дмитро Спиридонович — молдавський радянський партійний і державний діяч
- Мороз Олексій Никифорович — літературознавець, кандидат філологічних наук
- Нетреба Діна Свиридівна — краєзнавець, член Національної Спілки краєзнавців України
- Дєєва Надія Миколаївна — український політик та економіст
- Бондаренко Віталій Михайлович — доктор фізико-математичних наук, лауреат Державної премії України в галузі науки і техніки